# Brun de Vian-Tiran
 (octobre 2024).
Si vous disposez d'ouvrages ou d'articles de référence ou si vous connaissez des sites web de qualité traitant du thème abordé ici, merci de compléter l'article en donnant les références utiles à sa vérifiabilité et en les liant à la section « Notes et références ».
 (octobre 2024).
La mise en forme du texte ne suit pas les recommandations de Wikipédia : il faut le « wikifier ».
Les points d'amélioration suivants sont les cas les plus fréquents. Le détail des points à revoir est peut-être précisé sur la page de discussion.
- Les titres sont pré-formatés par le logiciel. Ils ne sont ni en capitales, ni en gras.
- Le texte ne doit pas être écrit en capitales (les noms de famille non plus), ni en gras, ni en italique, ni en « petit »…
- Le gras n'est utilisé que pour surligner le titre de l'article dans l'introduction, une seule fois.
- L'italique est rarement utilisé : mots en langue étrangère, titres d'œuvres, noms de bateaux, etc.
- Les citations ne sont pas en italique mais en corps de texte normal. Elles sont entourées par des guillemets français : « et ».
- Les listes à puces sont à éviter, des paragraphes rédigés étant largement préférés. Les tableaux sont à réserver à la présentation de données structurées (résultats, etc.).
- Les appels de note de bas de page (petits chiffres en exposant, introduits par l'outil «  Source ») sont à placer entre la fin de phrase et le point final[comme ça].
- Les liens internes (vers d'autres articles de Wikipédia) sont à choisir avec parcimonie. Créez des liens vers des articles approfondissant le sujet. Les termes génériques sans rapport avec le sujet sont à éviter, ainsi que les répétitions de liens vers un même terme.
- Les liens externes sont à placer uniquement dans une section « Liens externes », à la fin de l'article. Ces liens sont à choisir avec parcimonie suivant les règles définies. Si un lien sert de source à l'article, son insertion dans le texte est à faire par les notes de bas de page.
- La présentation des références doit suivre les conventions bibliographiques. Il est recommandé d'utiliser les modèles {{Ouvrage}}, {{Chapitre}}, {{Article}}, {{Lien web}} et/ou {{Bibliographie}}. Le mode d'édition visuel peut mettre en forme automatiquement les références.
- Insérer une infobox (cadre d'informations à droite) n'est pas obligatoire pour parachever la mise en page.

Pour une aide détaillée, merci de consulter Aide:Wikification.
Si vous pensez que ces points ont été résolus, vous pouvez retirer ce bandeau et améliorer la mise en forme d'un autre article.
Brun de Vian-Tiran est une entreprise familiale du secteur textile basée à L’Isle-sur-la-Sorgue, en France. Son directeur général est actuellement Jean-Louis Brun, ingénieur agronome diplômé d'AgroParisTech, de la 8e génération Brun.

## Histoire

### Création
En 1808, Charles Tiran et son gendre Laurent Vian choisissent d'implanter à L'Isle-sur-la-Sorgue la Manufacture de Vian-Tiran qui produira leurs couvertures et draps de laine, car tout ce qui sera nécessaire à cette production s'y trouve : la matière première (la laine des troupeaux de la Crau proche), la garance, l'huile d’olive, les chardons) et leur moulin à foulon s'ajoutera facilement aux quelque soixante roues à aubes qu'anime déjà la Sorgue.
En 1886, Émile Brun épouse la petite-fille Vian et prend la direction de ce qui s'appelle désormais la manufacture Brun de Vian-Tiran.
En 1900, la Manufacture est un assemblage de nombreux ateliers spécialisés, produisent des couvertures de laine, des tapis d’Avignon, des draps pour l’habillement, mais aussi des tissus techniques pour les papeteries.
En 1961 est créée la première couverture en mohair. En quelques années, elle conquiert son marché et devient emblématique de la manufacture, qui emploie aussi d'autres fibres : l’Alpaca, le Chameau, le Lama, le Cachemire et des variétés rarissimes comme le cashgora (d) et le yangir.
En 2009, la manufacture est reconnue “Entreprise du Patrimoine Vivant”.
En 2024, Pierre Brun et son fils Jean-Louis dirigent Brun de Vian-Tiran.

## Arbre
| Thérèse RENARD | Thérèse RENARD | Thérèse RENARD | Thérèse RENARD | Thérèse RENARD    | Thérèse RENARD    |                   |                   |                   |                   |                   |                   | Joseph TIRAN  | Joseph TIRAN  | Joseph TIRAN  | Joseph TIRAN  | Joseph TIRAN  | Joseph TIRAN  |              |              |                 |                |                |                |                |                |              |              |              |              |              |              |
| Thérèse RENARD | Thérèse RENARD | Thérèse RENARD | Thérèse RENARD | Thérèse RENARD    | Thérèse RENARD    |                   |                   |                   |                   |                   |                   | Joseph TIRAN  | Joseph TIRAN  | Joseph TIRAN  | Joseph TIRAN  | Joseph TIRAN  | Joseph TIRAN  |              |              |                 |                |                |                |                |                |              |              |              |              |              |              |
|                |                |                |                |                   |                   |                   |                   |                   |                   |                   |                   |               |               |               |               |               |               |              |              |                 |                |                |                |                |                |              |              |              |              |              |              |
|                |                |                |                |                   |                   | Marie TIRAN       | Marie TIRAN       | Marie TIRAN       | Marie TIRAN       | Marie TIRAN       | Marie TIRAN       |               |               |               |               |               |               | Laurent VIAN | Laurent VIAN | Laurent VIAN    | Laurent VIAN   | Laurent VIAN   | Laurent VIAN   |                |                |              |              |              |              |              |              |
|                |                |                |                |                   |                   | Marie TIRAN       | Marie TIRAN       | Marie TIRAN       | Marie TIRAN       | Marie TIRAN       | Marie TIRAN       |               |               |               |               |               |               | Laurent VIAN | Laurent VIAN | Laurent VIAN    | Laurent VIAN   | Laurent VIAN   | Laurent VIAN   |                |                |              |              |              |              |              |              |
|                |                |                |                |                   |                   |                   |                   |                   |                   |                   |                   |               |               |               |               |               |               |              |              |                 |                |                |                |                |                |              |              |              |              |              |              |
|                |                |                |                |                   |                   |                   |                   |                   |                   |                   |                   | Virginie VIAN | Virginie VIAN | Virginie VIAN | Virginie VIAN | Virginie VIAN | Virginie VIAN |              |              | Casimir JASSOT  | Casimir JASSOT | Casimir JASSOT | Casimir JASSOT | Casimir JASSOT | Casimir JASSOT |              |              |              |              |              |              |
|                |                |                |                |                   |                   |                   |                   |                   |                   |                   |                   | Virginie VIAN | Virginie VIAN | Virginie VIAN | Virginie VIAN | Virginie VIAN | Virginie VIAN |              |              | Casimir JASSOT  | Casimir JASSOT | Casimir JASSOT | Casimir JASSOT | Casimir JASSOT | Casimir JASSOT |              |              |              |              |              |              |
|                |                |                |                |                   |                   |                   |                   |                   |                   |                   |                   |               |               |               |               |               |               |              |              |                 |                |                |                |                |                |              |              |              |              |              |              |
|                |                |                |                | Émile (père) BRUN | Émile (père) BRUN | Émile (père) BRUN | Émile (père) BRUN | Émile (père) BRUN | Émile (père) BRUN |                   |                   |               |               |               |               | Marie JASSOT  | Marie JASSOT  | Marie JASSOT | Marie JASSOT | Marie JASSOT    | Marie JASSOT   |                |                |                |                |              |              |              |              |              |              |
|                |                |                |                | Émile (père) BRUN | Émile (père) BRUN | Émile (père) BRUN | Émile (père) BRUN | Émile (père) BRUN | Émile (père) BRUN |                   |                   |               |               |               |               | Marie JASSOT  | Marie JASSOT  | Marie JASSOT | Marie JASSOT | Marie JASSOT    | Marie JASSOT   |                |                |                |                |              |              |              |              |              |              |
|                |                |                |                |                   |                   |                   |                   |                   |                   |                   |                   |               |               |               |               |               |               |              |              |                 |                |                |                |                |                |              |              |              |              |              |              |
|                |                |                |                |                   |                   |                   |                   |                   |                   |                   |                   |               |               |               |               |               |               |              |              |                 |                |                |                |                |                |              |              |              |              |              |              |
|                |                |                |                |                   |                   | Émile (fils) BRUN | Émile (fils) BRUN | Émile (fils) BRUN | Émile (fils) BRUN | Émile (fils) BRUN | Émile (fils) BRUN |               |               | Jean BRUN     | Jean BRUN     | Jean BRUN     | Jean BRUN     | Jean BRUN    | Jean BRUN    |                 |                |                |                |                |                | Loïsa MARTIN | Loïsa MARTIN | Loïsa MARTIN | Loïsa MARTIN | Loïsa MARTIN | Loïsa MARTIN |
|                |                |                |                |                   |                   | Émile (fils) BRUN | Émile (fils) BRUN | Émile (fils) BRUN | Émile (fils) BRUN | Émile (fils) BRUN | Émile (fils) BRUN |               |               | Jean BRUN     | Jean BRUN     | Jean BRUN     | Jean BRUN     | Jean BRUN    | Jean BRUN    |                 |                |                |                |                |                | Loïsa MARTIN | Loïsa MARTIN | Loïsa MARTIN | Loïsa MARTIN | Loïsa MARTIN | Loïsa MARTIN |
|                |                |                |                |                   |                   |                   |                   |                   |                   |                   |                   |               |               |               |               |               |               |              |              |                 |                |                |                |                |                |              |              |              |              |              |              |
|                |                |                |                |                   |                   |                   |                   |                   |                   |                   |                   |               |               |               |               |               |               |              |              | Louis BRUN      |                |                |                |                |                |              |              |              |              |              |              |
|                |                |                |                |                   |                   |                   |                   |                   |                   |                   |                   |               |               |               |               |               |               |              |              |                 |                |                |                |                |                |              |              |              |              |              |              |
|                |                |                |                |                   |                   |                   |                   |                   |                   |                   |                   |               |               |               |               |               |               |              |              | Pierre BRUN     |                |                |                |                |                |              |              |              |              |              |              |
|                |                |                |                |                   |                   |                   |                   |                   |                   |                   |                   |               |               |               |               |               |               |              |              |                 |                |                |                |                |                |              |              |              |              |              |              |
|                |                |                |                |                   |                   |                   |                   |                   |                   |                   |                   |               |               |               |               |               |               |              |              | Jean-Louis BRUN |                |                |                |                |                |              |              |              |              |              |              |

## Fabrication

### Fibres
Les matières premières utilisée par la manufacture sont les fibres de l'industrie lainière: laine certes, mais aussi alpaga, angora, cachemire, mohair, yack, yangir.

### Phases et opérations
- Assemblage
- Ensimage
- cardage
- filature en fusées puis bobinage
- teinture
- tissage (ourdissage, machines à nouer, navettes, lances, jacquard)
- éoincetage
- Finitions: foulage, grattage au chardon
- et enfin confection.